# Euxoa inscripta
Euxoa inscripta là một loài bướm đêm trong họ Noctuidae.